# Rășină naturală

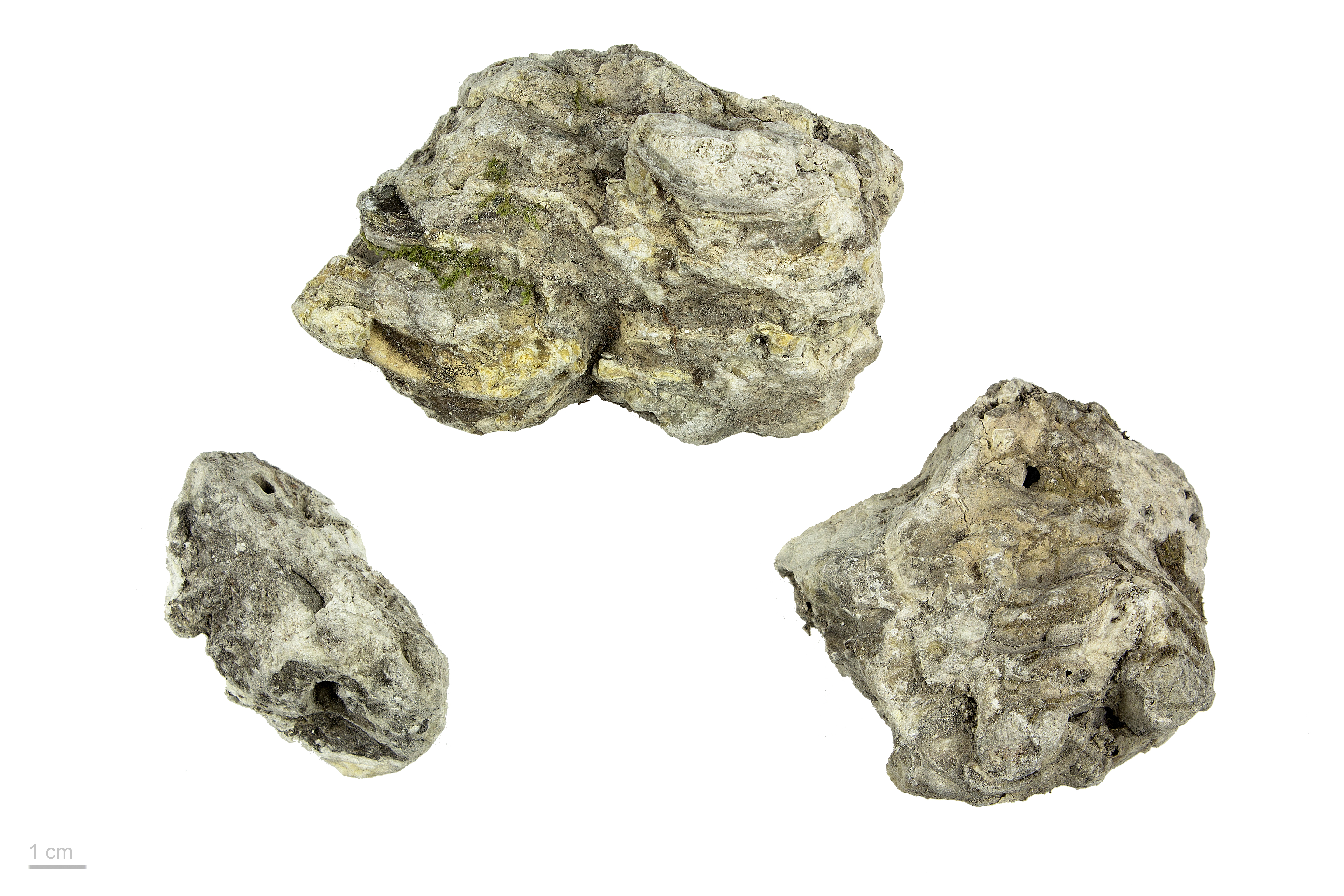
Protium Sp.”

Rășina naturală este o substanță de consistență vâscoasă, lipicioasă, secretată de anumite plante (rășină vegetală), în mod special de conifere, dar și de unele insecte (Kerria laccifera, cunoscute sub numeroase sinonime: Kerria lacca, Carteria lacca, Laccifer lacca, Tachardia lacca) sau animale (rășină animală). În prezent, rășina naturală este înlocuită în industrie de rășinile sintetice, care fac parte din categoria maselor plastice. Rășina naturală este un amestec de substanțe chimice volatile aromatice. Solidificarea rășinii se produce prin evaporare și un proces de polimerizare și oxidare. Rășina produsă de conifere este lipicioasă, cu un miros intens, pe când rășina moale (cauciucul) produsă de foioase, este mult mai puțin lipicioasă, aproape fără miros, iar la încălzire nu se topește, ci se carbonizează.
Rășini vegetale sunt copalul și damarul. Dintre rășinile fosile se poate aminti chihlimbarul, iar dintre rășinile animale, șelacul.
Rășinile naturale sunt insolubile în apă, dar sunt ușor solubile în ulei, alcool și parțial în benzină. Cu anumiți solvenți organici formează soluții utilizabile, ca lacurile de acoperire.
Terebentina, colofoniul, masticul sunt produse rezultate în urma  distilării rășinilor de conifere.